# 稲岡晃大
稲岡 晃大（いなおか こうだい、2月25日 - ）は、日本の男性声優。奈良県出身。青二プロダクション所属。

## 略歴
『俺の妹がこんなに可愛いわけがない』で中村悠一の演技を観て、「おもしろい、自分もやってみたい！」と思ったことから声優を目指すようになる。

## 人物
方言は大阪弁。
資格・免許は足場の組み立て等修了。趣味はギター、ドラム、観葉植物、サッカー観戦（海外リーグ）。
2023年時点で今後は強くてゴリゴリに闘うキャラ、または爽やかイケメンなキャラを演じたいと話している。
声の仕事以外でやってみたい仕事は「フレンチのシェフ」と語っている。

## 出演

### テレビアニメ
2022年
- デジモンゴーストゲーム（2022年 - 2023年、男性客、児来也ブラック）
- ONE PIECE（2022年 - 2024年、海賊、ウェイターズ、ギフターズ、市民、ホーキンスの部下 他）

2023年
- パズドラ（バクー星人、衛兵、レジェンド）
- 機動戦士ガンダム 水星の魔女（ドミニコス隊パイロット）
- ニンジャラ（2023年 - 2025年、リーダー、ダレデス国王、マーモットリーダー）
- 鴨乃橋ロンの禁断推理（役人）

2024年
- 死神坊ちゃんと黒メイド（来客C）
- 逃走中 グレートミッション（警官）
- キン肉マン 完璧超人始祖編（タイルマン）
- ハズレ枠の【状態異常スキル】で最強になった俺がすべてを蹂躙するまで（ギルド支部長）
- 魔王軍最強の魔術師は人間だった（獄卒）
- ドラゴンボールDAIMA（憲兵）

2025年
- いずれ最強の錬金術師?（ムスダン）
- 俺だけレベルアップな件 Season 2 -Arise from the Shadow-（スカウトマン）
- 異修羅（天穹のユシド）
- グリザイア:ファントムトリガー（上級医官）
- トリリオンゲーム（漫才師）
- Übel Blatt〜ユーベルブラット〜（僧兵B、僧兵、野盗たち、野盗、兵士 他）
- LAZARUS ラザロ（工作員）
- 黒執事 -緑の魔女編-（軍人）

### 劇場アニメ
- 劇場版 忍たま乱太郎 ドクタケ忍者隊最強の軍師（2024年、吉三）

### ゲーム
- SAO アリシゼーション リコリス（2020年）
- FUSHO-浮生-（2022年、宋玉 他）
- フロンティアハンター 〜エルザの運命の輪〜（2022年）
- 龍が如く7外伝 名を消した男（2023年）

### ナレーション
- ウソかほんとかわからない やりすぎ都市伝説スペシャル2021 春
- ALL!V・ファーレン特別編 全力で光れ V・ファーレン長崎2021年の真実
- All games Battle Championship（OP映像ナレーション）
- お願い!ランキングpresents「そだてれび」（キャラナレーション：まめお）
- 勝手におせっ会
- クラブ狸穴TOKYO
- さまぁ〜ず&ジュニアのコレって変じゃね!?
- 出動!ラーメン刑事
- そこ曲がったら、櫻坂?（天の声）
- 2023年FIBAバスケットボール・ワールドカップアジア予選「日本×イラン」
- プロ野球中継 スポット
- ミュージカル『スワンキング』（PRナレーション）
- ロコだけが知っている

### ボイスオーバー
- 岩井&花澤 まんが未知
- S☆1
- 哀しみの凶弾-検証・奥田交番襲撃事件
- キングオブアニマル
- 月曜から夜更かし
- じゅん散歩 ものコンシェルジュ
- スッキリ
- 世界の何だコレ!?ミステリー
- 潜入!絶滅動物研究所
- それSnow Manにやらせて下さい
- 7つの海を楽しもう!世界さまぁ〜リゾート

### テレビ番組
- キスマイどきどきーん キスマイ監きーん（ラスボスの声）
- ニッポンを作った明治の三賢人（岩崎弥太郎）

### ラジオドラマ
- 青山二丁目劇場
  - 夢を見る街（2020年、運営[49]）
  - 巨大生物の夜（2021年、ラジオの声[50]）

### オーディオブック
- invert 城塚翡翠倒叙集

### その他コンテンツ
- Saucy Dog 対バンイベント「リベンジエピソード」（アーティスト紹介コール）